# 蔡孔雀
蔡孔雀（1921年—2014年），臺灣雲林縣北港鎮醫師，為第十五屆醫療奉獻獎得主。

## 生平
第十五屆醫療奉獻獎得主蔡孔雀，是1921年生於北港。因親戚有不少從事開藥店、藥廠等工作，開啟他從醫興趣，如曾祖父就開設中藥店，但父親是作雜貨店。
蔡孔雀從臺南第一中學校畢業後考上臺北帝國大學醫學部。1944年畢業後，他原在台北赤十字病院服務，由於父母希望他回鄉，加上北港糖廠醫務室剛好有缺，便回鄉服務，在糖廠醫務室四年後，他自行開業，診所取叫「金長味」以同名紀念曾祖父的中藥店。
以蔡孔雀作家庭醫生的鎮民陳君熊回憶，戰後初期當地霍亂等傳染病流行，平均十位病患就有九人亡， 蔡醫師冒著可能被傳染的風險，從未拒絕，親自到病患家裡訪視，且依法必須向衛生單位通報，此舉卻觸怒了病患家屬，對蔡醫師十分不諒解，甚至散發流言說，不要給他看十個會死九個。
1961年，蔡孔雀赴日本取得山口大學醫學博士，成為當時北港少有的醫學博士。他兩個孩子日後成為眼科醫生。
2005年4月23日，蔡孔雀獲得第十五屆醫療奉獻獎時，已八十四歲的他依然在執業。北港前一位得此獎的醫生，是蔡深河。
2014年，蔡孔雀病逝。